# Динамо (волейбольный клуб, Челябинск)
«Динамо» — советский и российский мужской волейбольный клуб из Челябинска. Основан в 1986 году, до 2017 года носил название «Торпедо».

## История
Команда «Торпедо» была создана в Челябинске в 1986 году при одноимённом дворце спорта кузнечно-прессового завода. У её истоков стояли тренер Владимир Степанович Суслин и директор дворца спорта «Торпедо» Анатолий Алексеевич Порошин — первый наставник Вадима Хамутцких. Свой спортивный путь торпедовцы начинали во второй лиге чемпионата СССР, а в 1994 году, заняв 2-е место в первой российской лиге, добились права на переход в высшую лигу чемпионата России. В дивизионе сильнейших челябинцы провели один сезон, в котором одержали лишь одну победу при 25 поражениях и заняли последнее, 12-е, место.
После вылета из высшей лиги результаты «Торпедо» пошли на спад. По окончании сезона-1997/98, итогом которого стал переход в низший профессиональный дивизион — первую лигу, на должность старшего тренера «Торпедо» был приглашён Анатолий Владимирович Макагонов, а состав команды усилил победитель молодёжного чемпионата мира 1995 года связующий Станислав Каравацкий. Под руководством опытного тандема наставников Суслин — Макагонов торпедовцы вошли в высшую лигу «Б», в сезоне-1999/2000 заняли 5-е место в финальном турнире, а ещё через год стали его победителями, завоевав путёвку в высшую лигу «А». Однако закрепиться в подэлитном дивизионе команде не удалось — в сезоне-2001/02 волейболисты из Танкограда заняли предпоследнее место и вернулись в лигу «Б». Лидерами «Торпедо» в этот период были Станислав Каравацкий, Денис Сверзоленко, Иван Городилов, Александр Латышев, Денис Николаев, Эдуард Деревянных, Константин Щепилов. В 2003 году воспитанник клуба Александр Чернышёв в составе юниорской сборной России стал победителем чемпионата Европы в Загребе.
Отыграв шесть сезонов под руководством Анатолия Макагонова в высшей лиге «Б», челябинский коллектив с 2008 года выступал в первой лиге, а в 2011 году после объединения дивизионов снова оказался в лиге «Б». Получив спонсорскую поддержку, клуб решил финансовые проблемы, которые мешали его развитию на протяжении многих лет. До начала сезона-2012/13 перед командой и её наставником Николаем Леонидовичем Куравкиным была поставлена цель выйти в высшую лигу «А», но сразу добиться её не удалось — «Торпедо» заняло пятое место в полуфинале зоны «Восток». В межсезонье челябинскую команду принял Владимир Николаевич Бабакин, Куравкин стал его помощником, значительные изменения претерпел и состав команды, который в частности был усилен воспитанником челябинской ДЮСШ № 12, бронзовым призёром чемпионата мира U23 диагональным Богданом Гливенко. Вместе с ним из дубля новосибирского «Локомотива» перешёл связующий Дмитрий Красильников, а из «Самотлора» — блокирующий Артём Киселёв. В сезоне-2013/14 «Торпедо» стало лучшей командой зоны «Восток» и второй по итогам финала высшей лиги «Б», а затем первенствовало в переходном турнире, завоевав право на возвращение в высшую лигу «А».
Летом 2014 года на должность главного тренера «Торпедо» был приглашён Алексей Эдуардович Рудаков, ранее возглавлявший «Спортакадемию»-ВРЗ (Стерлитамак). В команду пришли доигровщик Вячеслав Суворов и блокирующий Никита Лучин из «Газпрома-Югры», диагональный Александр Жуматий из «Крымсоды», доигровщик Евгений Баннов из СДЮШОР «Локомотива», блокирующий Игорь Никифоров из «Енисея». Для проведения домашних матчей команда перебралась из дворца спорта «Торпедо» в более вместительный дворец «Метар-Спорт». В чемпионате высшей лиги «А» челябинские волейболисты финишировали на пятом месте, перевыполнив поставленную перед ними задачу. В сезоне-2016/17 команда во многом из-за травм ряда игроков выступила не столь успешно и заняла 7-е место.
Летом 2017 года челябинское «Торпедо» было переименовано в «Динамо». В сезоне-2017/18 подопечные Алексея Рудакова финишировали на 2-й строчке в турнирной таблице и получили право сразиться с тремя командами Суперлиги в переходном турнире за выход в дивизион сильнейших. По итогам матчей в Челябинске и Санкт-Петербурге «Динамо» заняло 3-е место и осталось в высшей лиге «А». Вновь на пьедестале волейболисты из Танкограда оказались в сезоне-2021/22, перед началом которого в команду влилась большая группа игроков из расформированного дубля новосибирского «Локомотива» — Слави Костадинов, Роман Мурашко, Денис Голубев и Илья Казаченков, а новым капитаном команды стал опытный Александр Мочалов. Под руководством Алексея Андреева динамовцы выиграли регулярное первенство, но в финальной серии уступили новокуйбышевской «Нове».

## Результаты в чемпионате России
| Сезон   | Лига                  | Место               | И  | В  | П  | С/П    | Главный тренер     |
| ------- | --------------------- | ------------------- | -- | -- | -- | ------ | ------------------ |
| 1992/93 | Первая лига (II)      | 9-е                 |    |    |    |        | Владимир Суслин    |
| 1993/94 | Первая лига (II)      | 2-е                 |    |    |    |        | Владимир Суслин    |
| 1994/95 | Высшая лига (I)       | 12-е                | 26 | 1  | 25 | 13:76  | Владимир Суслин    |
| 1995/96 | Высшая лига (II)      | 6-е                 | 40 | 14 | 26 | 60:90  | Владимир Суслин    |
| 1996/97 | Высшая лига (II)      | 13-е                |    |    |    |        | Владимир Суслин    |
| 1997/98 | Высшая лига (III)     | 10-е                | 42 | 15 | 27 | 55:96  | Владимир Суслин    |
| 1998/99 | Первая лига (IV)      | 4-е в зоне Европы   | 35 | 16 | 19 | 60:71  | Владимир Суслин    |
| 1999/00 | Высшая лига «Б» (III) | 5-е                 | 52 | 34 | 18 | 113:80 | Владимир Суслин    |
| 2000/01 | Высшая лига «Б» (III) | 1-е                 | 50 | 40 | 10 | 134:58 | Владимир Суслин    |
| 2001/02 | Высшая лига «А» (II)  | 11-е                | 44 | 7  | 37 | 46:119 | Владимир Суслин    |
| 2002/03 | Высшая лига «Б» (III) | 4-е в зоне Европы   | 37 | 19 | 18 | 79:62  | Анатолий Макагонов |
| 2003/04 | Высшая лига «Б» (III) | 8-е в зоне Европы   | 37 | 21 | 16 | 75:60  | Анатолий Макагонов |
| 2004/05 | Высшая лига «Б» (III) | 6-е в зоне Европы   | 31 | 9  | 22 | 48:74  | Анатолий Макагонов |
| 2005/06 | Высшая лига «Б» (III) | 7-е в зоне Европы   | 32 | 17 | 15 | 59:57  | Анатолий Макагонов |
| 2006/07 | Высшая лига «Б» (III) | 10-е в зоне Европы  | 37 | 19 | 18 | 74:67  | Анатолий Макагонов |
| 2007/08 | Высшая лига «Б» (III) | 11-е в зоне Европы  | 37 | 7  | 30 | 30:91  | Анатолий Макагонов |
| 2008/09 | Первая лига (IV)      | 5-е                 | 45 | 26 | 19 | 106:72 | Анатолий Порошин   |
| 2009/10 | Первая лига (IV)      | 8-е                 | 38 | 26 | 12 | 92:47  | Анатолий Порошин   |
| 2010/11 | Первая лига (IV)      | 3-е                 | 45 | 30 | 15 | 104:64 | Анатолий Порошин   |
| 2011/12 | Высшая лига «Б» (III) | 7-е в зоне «Восток» | 32 | 24 | 8  | 81:31  | Анатолий Порошин   |
| 2012/13 | Высшая лига «Б» (III) | 5-е в зоне «Восток» | 40 | 31 | 9  | 101:40 | Николай Куравкин   |
| 2013/14 | Высшая лига «Б» (III) | 2-е                 | 41 | 36 | 5  | 118:33 | Владимир Бабакин   |
| 2013/14 | Переходный турнир     | 1-е                 | 6  | 4  | 2  | 16:7   | Владимир Бабакин   |
| 2014/15 | Высшая лига «А» (II)  | 5-е                 | 44 | 24 | 20 | 92:79  | Алексей Рудаков    |
| 2015/16 | Высшая лига «А» (II)  | 4-е                 | 44 | 27 | 17 | 99:68  | Алексей Рудаков    |
| 2016/17 | Высшая лига «А» (II)  | 7-е                 | 44 | 25 | 19 | 92:79  | Алексей Рудаков    |
| 2017/18 | Высшая лига «А» (II)  | 2-е                 | 40 | 29 | 11 | 96:55  | Алексей Рудаков    |
| 2017/18 | Переходный турнир     | 3-е                 | 6  | 1  | 5  | 7:15   | Алексей Рудаков    |
| 2018/19 | Высшая лига «А» (II)  | 4-е                 | 48 | 28 | 20 | 103:81 | Алексей Рудаков    |
| 2019/20 | Высшая лига «А» (II)  | 4-е                 | 26 | 21 | 5  | 69:26  | Алексей Рудаков    |
| 2020/21 | Высшая лига «А» (II)  | 16-е                | 20 | 6  | 14 | 29:48  | Николай Куравкин   |
| 2021/22 | Высшая лига «А» (II)  | 2-е                 | 47 | 32 | 15 | 109:80 | Алексей Андреев    |
| 2022/23 | Высшая лига «А» (II)  | 7-е                 | 44 | 20 | 24 | 82:91  | Алексей Андреев    |
| 2023/24 | Высшая лига «А» (II)  | 10-е                | 36 | 14 | 22 | 58:81  | Алексей Андреев    |
| 2024/25 | Высшая лига «А» (II)  | 12-е                | 38 | 13 | 25 | 60:92  | Алексей Андреев    |

## Состав в сезоне-2024/25
| №                       | Имя                     | Год рождения            | Рост                    |                         |                         |
| Центральные блокирующие | Центральные блокирующие | Центральные блокирующие | Центральные блокирующие | Центральные блокирующие | Центральные блокирующие |
| ----------------------- | ----------------------- | ----------------------- | ----------------------- | ----------------------- | ----------------------- |
| 7                       | Александр Горяный       | 2002                    | 197                     |                         |                         |
| 8                       | Кирилл Агапов           | 2004                    | 203                     |                         |                         |
| 20                      | Максим Горбуля          | 2002                    | 202                     |                         |                         |
| Связующие               |                         |                         |                         |                         |                         |
| 3                       | Дмитрий Гулак           | 2003                    | 183                     |                         |                         |
| 5                       | Артемий Гришин          | 2005                    | 202                     |                         |                         |
| Диагональные            |                         |                         |                         |                         |                         |
| 6                       | Данила Мысливко         | 2002                    | 194                     |                         |                         |

| №                                 | Имя             | Год рождения | Рост        |             |             |
| Доигровщики                       | Доигровщики     | Доигровщики  | Доигровщики | Доигровщики | Доигровщики |
| --------------------------------- | --------------- | ------------ | ----------- | ----------- | ----------- |
| 1                                 | Матвей Захаров  | 1999         | 194         |             |             |
| 2                                 | Дмитрий Лепёхин | 2000         | 195         |             |             |
| 4                                 | Денис Кульков   | 2003         | 196         |             |             |
| Либеро                            |                 |              |             |             |             |
| 16                                | Тимофей Шабалин | 2005         | 185         |             |             |
| 23                                | Кирилл Дроздов  | 2002         | 184         |             |             |
| Главный тренер — Алексей Андреев  |                 |              |             |             |             |
| Старший тренер — Николай Куравкин |                 |              |             |             |             |

## Арена
Домашние матчи «Динамо» проходят во дворце спорта «Метар-Спорт» (Черкасская улица, 1). Вместимость зала — 1500 человек.